# Romulea eximia
Romulea eximia är en irisväxtart som beskrevs av M.P.de Vos. Romulea eximia ingår i släktet Romulea och familjen irisväxter. Inga underarter finns listade i Catalogue of Life.

## Bildgalleri

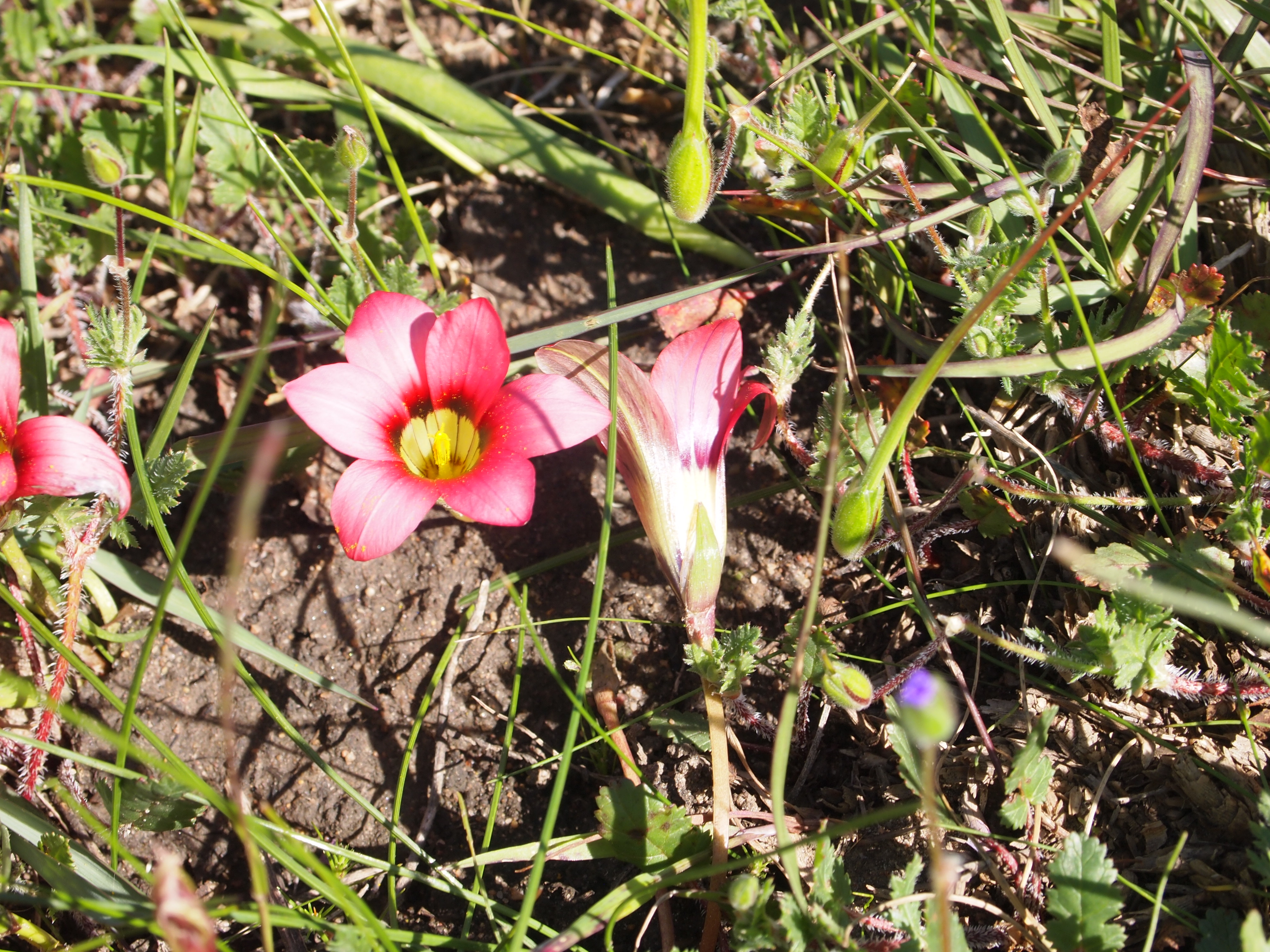
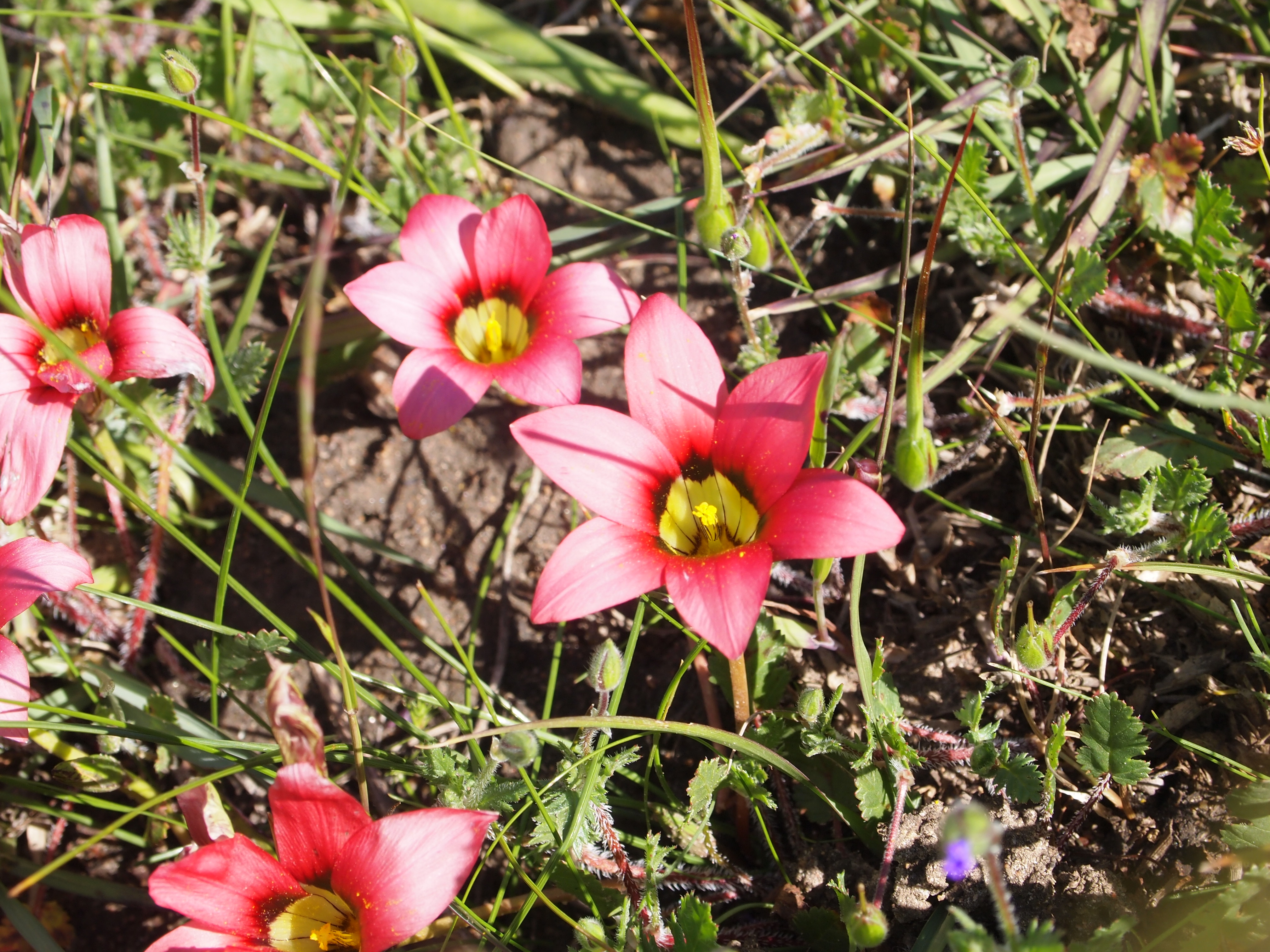